# Ichneutica scutata
Ichneutica scutata là một loài bướm đêm trong họ Noctuidae.